# دوینا استایکولسکو
دوینا استایکولسکو (به رومانیایی: Doina Stăiculescu) ژیمناست زادهٔ ۲۷ ژانویهٔ ۱۹۶۷ میلادی اهل کشور رومانی است.